# Echidnophaga aranka
Echidnophaga aranka är en loppart som beskrevs av M.Rothschild 1936. Echidnophaga aranka ingår i släktet Echidnophaga och familjen husloppor. Inga underarter finns listade i Catalogue of Life.